# Rifugio Al Cacciatore
Das Rifugio Al Cacciatore oder nur Rifugio Cacciatore (deutsch Cacciatore-Hütte) ist eine private Schutzhütte in der Brentagruppe im Trentino. Die 1959 erbaute und 1993 vergrößerte Hütte ist in der Regel von Juni bis Ende September geöffnet und verfügt über 50 Schlafplätze.

## Lage und Umgebung
Die Hütte liegt im oberen Val d’Ambiez im südlichen Bereich der Brentagruppe. Sie wurde auf 1820 m s.l.m. oberhalb der Waldgrenze auf der Almfläche Prato di sopra errichtet. Nur wenige Meter von der Hütte entfernt befindet sich eine kleine Kapelle, die dem heiligen Ubald von Gubbio geweiht ist. Die Hütte ist über eine für den Verkehr gesperrte etwa 9 km lange Schotterstraße mit San Lorenzo in Banale verbunden, auf der Shuttle-Jeeps zur Hütte verkehren.  Sie dient als Stützpunkt unter anderem für die Besteigungen des Cimon de Cresole (2855 m), der Cima di Ghez (2715 m) und des Dos di Dalun (2680 m) in der Ghez-Gruppe.

## Zugänge
- Von Baesa bei San Lorenzo in Banale 865 m ⊙ auf Weg 325 in 3 Stunden

## Nachbarhütten und Übergänge
- Zum Rifugio Agostini, 2405 m ⊙ auf Weg 325 in 1 Stunde 40 Minuten
- Zum Rifugio Tosa–Pedrotti, 2491 m ⊙ auf Weg 325, 320, 304 in 3 Stunden
- Nach Seo bei Stenico, 841 m ⊙ auf Weg 348 in 6½ bis 7 Stunden